# Psychoda wirthi
Psychoda wirthi är en tvåvingeart som beskrevs av Quate 1954. Psychoda wirthi ingår i släktet Psychoda och familjen fjärilsmyggor. Inga underarter finns listade i Catalogue of Life.